# Olha Kharlan
Olha Hennàdivna Kharlan (en ucraïnès: Ольга Геннадіївна Харлан; Mikolaiv, 4 de setembre de 1990) és una esgrimista ucraïnesa. Especialista de la modalitat sabre, és quatre vegades campiona mundial de sabre femení individual i també quatre vegades medallista olímpica. Ha estat número 1 mundial en sabre femení durant cinc anysː entre 2012 i 2014, de 2017 a 2018 i finalment entre 2019 i 2021.
Alhora Kharlan ha estat campiona mundial de sabre per equips dues vegades, sis vegades campiona d'Europa individual i dos cops campiona d'Europa per equips. També ha estat campiona olímpica quatre vegades a més de campiona olímpica per equips de 2008, medallista de plata olímpica per equips de 2016 i medalla de bronze olímpica individual en dues ocasions. Kharlan va competir als Jocs Olímpics de Pequín de 2008, els Jocs Olímpics de Londres de 2012, els Jocs Olímpics de Rio de Janeiro de 2016 i finalment els Jocs Olímpics de Tòquio de 2020.
Competint al Campionat del Món d'Esgrima de 2023 a Milà, Itàlia, el 27 de juliol de 2023, Kharlan va derrotar la russa Anna Smirnova per 15–7. Smirnova va estendre la mà a Kharlan, que al seu torn va estendre el seu sabre. Aquest gest, per a protestar per la invasió russa d'Ucraïna, va tenir molta repercussió. En un primer el gest li suposà la desqualificació, però finalment el COI va revertir la decisió perquè pogués competir en els campionats del món.

## Palmarès internacional
| Jocs Olímpics     | Jocs Olímpics             | Jocs Olímpics | Jocs Olímpics    |
| Any               | Indret                    | Medalla       | Prova            |
| ----------------- | ------------------------- | ------------- | ---------------- |
| 2008              | Pequín ( R.P. de la Xina) | 1             | Sabre per equips |
| 2012              | Londres ( Regne Unit)     | 3             | Sabre individual |
| 2016              | Rio de Janeiro ( Brasil)  | 2             | Sabre per equips |
| 2016              | Rio de Janeiro ( Brasil)  | 3             | Sabre individual |
| Campionat Mundial |                           |               |                  |
| Any               | Indret                    | Medalla       | Prova            |
| 2007              | Sant Petersburg ( Rússia) | 2             | Sabre per equips |
| 2009              | Antalya ( Turquia)        | 1             | Sabre per equips |
| 2009              | Antalya ( Turquia)        | 2             | Sabre individual |
| 2010              | París ( França)           | 2             | Sabre individual |
| 2010              | París ( França)           | 2             | Sabre per equips |
| 2011              | Catània ( Itàlia)         | 2             | Sabre per equips |
| 2011              | Catània ( Itàlia)         | 3             | Sabre individual |
| 2012              | Kíiv ( Ucraïna)           | 2             | Sabre per equips |
| 2013              | Budapest ( Hongria)       | 1             | Sabre individual |
| 2013              | Budapest ( Hongria)       | 1             | Sabre per equips |
| 2014              | Kazan ( Rússia)           | 1             | Sabre individual |
| 2014              | Kazan ( Rússia)           | 3             | Sabre per equips |
| 2015              | Moscou ( Rússia)          | 2             | Sabre per equips |
| 2017              | Leipzig ( Alemanya)       | 1             | Sabre individual |
| 2019              | Budapest ( Hongria)       | 1             | Sabre individual |
| Jocs Europeus     |                           |               |                  |
| Any               | Indret                    | Medalla       | Prova            |
| 2015              | Bakú ( Azerbaidjan)       | 1             | Sabre per equips |
| 2023              | Cracòvia ( Polònia)       | 1             | Sabre individual |
| Campionat Europeu |                           |               |                  |
| Any               | Indret                    | Medalla       | Prova            |
| 2005              | Zalaegerszeg ( Hongria)   | 3             | Sabre per equips |
| 2006              | Esmirna ( Turquia)        | 2             | Sabre individual |
| 2007              | Gant ( Bèlgica)           | 2             | Sabre per equips |
| 2008              | Kíiv ( Ucraïna)           | 2             | Sabre per equips |
| 2009              | Plovdiv ( Bulgària)       | 1             | Sabre individual |
| 2009              | Plovdiv ( Bulgària)       | 1             | Sabre per equips |
| 2010              | Leipzig ( Alemanya)       | 1             | Sabre per equips |
| 2011              | Sheffield ( Regne Unit)   | 1             | Sabre individual |
| 2011              | Sheffield ( Regne Unit)   | 2             | Sabre per equips |
| 2012              | Legnano ( Itàlia)         | 1             | Sabre individual |
| 2012              | Legnano ( Itàlia)         | 2             | Sabre per equips |
| 2013              | Zagreb ( Croàcia)         | 1             | Sabre individual |
| 2013              | Zagreb ( Croàcia)         | 2             | Sabre per equips |
| 2014              | Estrasburg ( França)      | 1             | Sabre individual |
| 2014              | Estrasburg ( França)      | 3             | Sabre per equips |
| 2015              | Montreux ( Suïssa)        | 3             | Sabre per equips |
| 2016              | Toruń ( Polònia)          | 3             | Sabre individual |
| 2016              | Toruń ( Polònia)          | 3             | Sabre per equips |
| 2018              | Novi Sad ( Sèrbia)        | 2             | Sabre per equips |
| 2019              | Düsseldorf ( Alemanya)    | 1             | Sabre individual |
| 2022              | Antalya ( Turquia)        | 3             | Sabre per equips |